# Masham
Masham (pron. /ˈmæsəm/, MASS-əm) è un piccolo comune mercato del distretto di Harrogate, nello Yorkshire settentrionale (Inghilterra). Situato nella Valle di Wensleydale, sulla sponda occidentale del fiume Ure, il nome deriva dall'anglosassone Mæssa's Ham, letteralmente "dimora di Mæssa". Pur essendo già in precedenza un avamposto romano, furono i Sassoni a stabilirvi i primi insediamenti permanenti. Nel 900 d.C. la regione fu invasa dai Vichinghi, i quali portarono sofferenza e distruzione, ma nello stesso tempo introdussero la pastorizia, attività per la quale Masham è tutt'oggi rinomata.

## Storia
Costruita molto probabilmente nel VII secolo, la Chiesa di St. Mary sorgeva su quella che un tempo era nota come Cockpit Hill, non lontano da dove oggi si trova il municipio. Pur conservando elementi di muratura in stile Sassone e il troncone di un crocifisso risalente all'VIII secolo, lo stile della chiesa attuale è prevalentemente normanno con aggiunte del XV secolo. Assegnata alla diocesi di York in epoca medievale, la parrocchia di Masham assunse in seguito il titolo di parrocchia indipendente, poiché l'arcivescovo dell'epoca non aveva interesse a sobbarcarsi un simile viaggio ogni qualvolta fosse necessario sovrintendere agli affari cittadini.

## Luoghi d'interesse
L'elemento più caratteristico di questa cittadina è senza dubbio il mercato, il più importante di tutto il distretto ma anche uno dei più antichi di tutto il Regno Unito: la prima licenza d'esercizio risale infatti al 1250. In origine il mercato di Masham doveva la sua prosperità alla vicinanza delle abbazie di Jervaulx e di Fountains, i cui monaci erano dediti alla pastorizia. Tutt'oggi il mercato deve la sua fama principalmente alla fiera degli ovini, che si tiene ogni anno nel mese di settembre. Altro punto di riferimento del paese è la già menzionata Chiesa di St. Mary, situata a sud-est del mercato, che con il suo campanile di pietra offre uno dei panorami più incantevoli dell'intero distretto. Degna di nota è inoltre la presenza nel paese di due birrifici tuttora attivi, la Black Sheep Brewery e la Theakstons, situati a pochi metri di distanza l'uno dall'altro.